# Jan Nawrocki (inżynier)
Jan Ryszard Nawrocki (ur. 27 kwietnia 1892 w Odessie, zm. ?) – kapitan saperów inżynier Wojska Polskiego, kawaler Orderu Virtuti Militari.

## Życiorys
Urodził się 27 kwietnia 1892 w Odessie, ówczesnym mieście powiatowym guberni chersońskiej, w rodzinie Jakuba.
W 1922 był przydzielony w rezerwie do 5 pułku saperów w Krakowie, a od następnego roku do 10 pułku saperów w Przemyślu. 8 stycznia 1924 został zatwierdzony w stopniu kapitana ze starszeństwem z 1 czerwca 1919 i 119. lokatą w korpusie oficerów rezerwy inżynierii i saperów. W 1934, jako oficer rezerwy pozostawał w ewidencji Powiatowej Komendy Uzupełnień Lwów Miasto. Posiadał przydział w rezerwie do 2 batalionu saperów w Puławach.
Absolwent Politechniki Lwowskiej. W roku akademickim 1920/1921 był przewodniczącym Towarzystwa Bratniej Pomocy Studentów Politechniki Lwowskiej. W latach 30. XX wieku był nauczycielem stałym (profesorem VIIa stopnia służbowego) Państwowej Szkoły Technicznej we Lwowie. Obowiązki zawodowe łączył z funkcją członka Komisji egzaminacyjnej dla uprawnień budowlanych przy urzędzie wojewódzkim i członka Okręgowej Komisji Dyscypilarnej dla nauczycieli szkół istniejących na obszarze Okręgu Szkolnego Lwowskiego (od 2 grudnia 1930).
Od 1945 był naczelnikiem Wydziału Szkół Zawodowego Kuratorium Okręgu Szkolnego w Krakowie.

## Ordery i odznaczenia
- Krzyż Srebrny Orderu Wojskowego Virtuti Militari nr 7878 – 27 czerwca 1922[13][14][9][10][15][16]
- Złoty Krzyż Zasługi – 7 listopada 1938 „za zasługi na polu pracy zawodowej”[17]
- Śląska Wstęga Waleczności i Zasługi I klasy[9][10][18]